# Murça
Murça es una villa portuguesa perteneciente al distrito de Vila Real, en la región de Trás-os-Montes (Norte) y la comunidad intermunicipal Duero, con cerca de 2200 habitantes.
Es sede de un municipio con 189,36 km² de área y 5245 habitantes (2021), subdividido en siete freguesias. Los municipios están limitados al norte por Valpaços, al este por Mirandela, al sureste por Carrazeda de Ansiães, al sudoeste por Alijó y al noroeste por Vila Pouca de Aguiar.
En Murça se encuentra una escultura zoomorfa, conocida como la porca de Murça, de clara relación con los verracos de la cultura vettona que se extiende por las provincias españolas de Ávila, Salamanca, Zamora, Cáceres y Toledo.

## Demografía
| Gráfica de evolución demográfica de Murça entre 1849 y 2021 |
|                                                             |
| Datos según el nomenclátor publicado por el INE portugués.  |

## Freguesias
Las freguesias de Murça son las siguientes:
- Candedo
- Carva e Vilares
- Fiolhoso
- Jou
- Murça
- Noura e Palheiros
- Valongo de Milhais